# Halmi
Halmi (román nyelven Halmeu) községközpont Romániában, Szatmár megyében.

## Fekvése
Szatmár megyében, Szatmárnémetitől északkeletre, az 1C főút és az E81 európai folyosó utolsó települése, az ukrán határnál, Romániában.

## Története
Halmi Árpád-kori település, melynek nevét az oklevelek 1216 és 1220 között már említették. 1217-ben Terra Holmy néven, majd 1218-ban a Váradi regestrum oklevelében is említve volt neve.
1274-ben Kala Tamás birtoka volt.
1319-ben Károly Róbert király az Ugocsa vármegyéhez és Sasvárhoz tartozó György fia Péter birtokát János fia Tamásnak adományozta.
1851-ben Fényes Elek írta a településről:
„112 római, 203 görögkatolikus, 601 református, 150 zsidó lakossal, református anyatemplommal s eklézsiával, synagógával, postatisztséggel. Főbirtokos benne Szentpály uraság, kinek nemzetsége már II. András király idejéb en virágzó volt, s melly különösen sok derék vitéz férfiakat adott honunknak. Többi földesurai Ráthony, báró Perényi, Gazda, Zaffiry, Száraz, végre gróf Haller, és Csató örökösök.”
A Pallas nagy lexikona pedig ezt írta a településről:
„Kisközség Ugocsamegye tiszántúli járásában, 1891-ben 2051 magyar lakosa volt. A járási szolgabíró hiv. székhelye. Van járásbírósága, takarékpénztára, s kereskedelmi bankja, vasúti állomása, posta- és távíróhivatala, takarékpénztára.”
1910-ben 3455 lakosából 3371 magyar, 51 német volt. Ebből 613 római katolikus, 1196 református, 1061 izraelita volt.
A trianoni békeszerződés előtt Ugocsa vármegye Tiszántúli járásához tartozott.

## Közlekedés
A települést érinti a Nagyvárad–Székelyhíd–Érmihályfalva–Nagykároly–Szatmárnémeti–Halmi–Királyháza-vasútvonal.

## Nevezetességek
- Református temploma

## Híres szülöttei
- 1861. november 28-án Szentpáli István jogász, Miskolc polgármestere, országgyűlési képviselő
- 1910. szeptember 21-én Kótay Pál († Marosvásárhely, 1986. december 25.) orvos, urológus, sebész, orvostörténész, egyetemi tanár. Orvosi oklevelét 1934-ben Budapesten szerezte meg, majd 1934–1938 között a Szent János Kórház sebésze, majd urológusa volt. 1939-ben Rostockban dolgozott. 1940–1945 között a kolozsvári sebészeti klinika adjunktusa, majd 1946-tól Marosvásárhelyre került, ahol a sebészeti klinika urológiai osztályának vezetője, 1956-tól az urológia professzora, a klinika igazgatójaként is működött. 1971-től egészen 1977-ben történt nyugdíjazásáig tanszékvezető egyetemi tanár volt. Kiváló műtőorvos, kórszövettani kutató volt és mellette jeles orvostörténész és szépíró is, aki főképpen a 18. századi orvoslás történetét kutatta.
- 1910. november 2-án „Weisz Api” dzsesszdobos
- 1935. április 19-én Görbe István írói álneve Halmi György – magyar közíró, irodalomkutató, folklorista, műfordító
- 1936. augusztus 13-án Vígh István festő, szobrász, restaurátor
- 1959. június 26-án Makó András festőművész